# DR K
DR K var en dansk TV-kanal startad 1 november 2009 av Danmarks Radio för att sända program med fokus på kultur och historia. Nedlagd 2 januari 2020.
Kanalen sände danska, brittiska och amerikanska serier och filmer samt en hel del historiska dokumentärer. DR K sändes i marknätet som DVB-T med MPEG4 komprimering. Med denna utrustning var kanalen okodad och mottagbar i delar av Skåne och Halland.